# Социальное поведение
Социа́льное поведе́ние (англ. Social behavior) — взаимодействие двух или более индивидуумов (особей) в популяции одного вида. 
Изучением социального поведения или социального характера человека занимается социальная психология. Социальное поведение присуще также и многим общественным животным (например, приматам, пчелам) изучением которого занимаются этологи, зоопсихологи и другие специалисты. Социальное поведение у животных Николас Тинберген определяет как взаимодействие между представителями одного и того же вида, специально подчеркнув, что не всякая групповая активность будет социальной. Так, например, бегство животных от лесного пожара не является социальным поведением, это реакция вызванная инстинктом самосохранения. Концепцией, утверждающей, что экономические факторы являются решающими при объяснении социального поведения, является концепция экономического детерминизма (англ. Economic determinism).